# 함양 용추사 지장시왕상
함양 용추사 지장시왕상(咸陽 龍湫寺 地藏十王像)은 대한민국 경상남도 함양군 안의면 상원리 962, 용추사에 있는 조선시대의 불상이다.
2002년 10월 24일 경상남도의 유형문화재 제380호 함양 용추사 지장시왕상으로 지정되었다가, 2018년 12월 20일 함양 용추사 지장시왕도로 변경되었으나. 이는 오기이므로 2019년 6월 27일 원래대로 정정되었다.

## 개요
용추사의 명부전에 모셔져 있는 본존인 지장보살을 중심으로 하여 왼쪽에 도명존자와 오른쪽에 무독귀왕, 그리고 그 좌우에 시왕상 등 모두 12구의 불상들이다.
지장보살상은 등을 세우고 얼굴을 약간 내민 상태의 가부좌 모습으로, 양손은 따로 만들어 끼웠으며 제1지와 제3지를 구부려 맞대고 있다. 얼굴은 네모 반듯한 모양으로 가늘고 긴 눈, 우뚝 솟은 콧등이 특징적이다. 짧은 목에는 세 개의 주름인 삼도(三道)를 얇게 나타내었다. 법의는 가장 바깥에 대의를 걸쳤는데 오른쪽 어깨를 가린 반단형식이며, 다시 대의 아래에 편삼을 입었다. 대의는 어깨에서 계단식의 주름을 이루면서 흘러내리고 있으며, U자형으로 벌어진 법의 사이로 가슴 밑부분에는 승각기로 보이는 수평선상의 띠가 보인다. 오른쪽 발바닥 끝 부분만을 감싸고 흘러내리는 군의자락은 가부좌한 양측 다리에서부터 부채꼴 모양으로 벌어지듯 표현되었다.
도명·무독귀왕과 시왕상은 여러 부위를 조립하여 연결하는 방식을 취하였다. 시왕상들은 족대가 붙은 의자에 두 다리를 걸치고 정면을 향한 자세로 표현기법이 거의 동일하다. 머리에는 꽃·동물·원추형을 장식한 관을 쓰고 있으며, 손에는 홀을 들거나, 수염을 만지거나, 경서를 들고 있는 등 다양한 모습이다. 시왕상은 의자에 앉아 두다리를 가지런히 내리는 것이 보통이나 제4왕은 코끼리를 밟고 있고, 제7왕은 사자를 다리 아래에 두고 있어 특이하다. 의자는 각각 조립하여 구성하였고, 비스듬히 경사진 족대를 아래쪽에 부착하고 있다. 그리고 등받이 양측에는 용두장식이 있고, 손잡이의 양측에는 봉황두로 장식하여 화려한 양상을 띠고 있다. 한편 명부전 입구 양측에 위치한 인왕상은 상반신은 벗었고, 요대를 둘렀으며, 손에는 방망이를 든 모습이다.
용추사 지장시왕상은 복장기에 의하면, 조선 숙종 20년(1694)에 조성된 것임을 알 수 있다.
존용에서 작가의 개성이 드러나며, 의자의 용두와 봉황두 장식으로 화려한 양상을 띠고 있는 작품으로 조선시대 전기 16세기 양식을 이어받은 시왕상이다.

## 참고 문헌
- 함양 용추사 지장시왕상 - 국가유산청 국가유산포털